# Bülstringen
Bülstringen é um município da Alemanha, situado no distrito de Börde, no estado de Saxônia-Anhalt. Tem 25,42 km² de área, e sua população em 2019 foi estimada em 904 habitantes.